# Curtis Gonzales
Curtis Gonzales (* 26. Januar 1989 in Santa Cruz), mit vollständigen Namen Curtis Kareem Gonzales, ist ein Fußballspieler aus Trinidad und Tobago.

## Karriere

### Verein
Curtis Gonzales stand von 2008 bis 2009 beim Joe Public FC unter Vertrag. Der Verein aus Tunapuna spielte in der ersten Liga, der TT Pro League.  2009 wechselte er zum Ligakonkurrenten Ma Pau Stars SC. Nach einem Jahr unterschrieb er 2011 einen Vertrag beim ebenfalls in der ersten Liga spielenden Defence Force FC aus Chaguaramas. 2011, 2013 und 2020 wurde er mit dem Verein Meister. 2014 belegte man den zweiten Platz. Den Trinidad and Tobago Pro Bowl gewann er mit Defence 2017. Im Endspiel besiegte man den Central F.C. im Elfmeterschießen.

### Nationalmannschaft
Curtis Gonzales spielt seit 2012 in der Nationalmannschaft von Trinidad und Tobago. Sein Debüt in der Nationalmannschaft gab er am 22. Januar 2012 in einem Freundschaftsspiel gegen Finnland. Hier stand er in der Anfangsformation. 2012 belegte er mit Trinidad und Tobago den zweiten Platz beim Caribbean Cup.

## Erfolge

### Verein
Defence Force FC
- TT Pro League

Meister: 2010/2011, 2012/2013, 2019/2020,
Vizemeister: 2013/2014
- Trinidad and Tobago Pro Bowl: 2017

### Nationalmannschaft
- Caribbean Cup: 2012 (2. Platz)